# 주자나 비드조프스카
주자나 비드조프스카(체코어: Zuzana Bydžovská, 1961년 10월 10일~)는 체코의 배우이다.

## 영화
- 얀 팔라흐 (2018년)
- 피쉬 이프 데어 아 노 피쉬 (2014년)
- 앤젤스 (2014년)
- 프라하 캔즈 (2014년)
- 퍼펙트 데이즈 (2011년) - 엘리스 역
- 리디체 (2011년)
- 마마 앤 파파 (2010년)
- 컨트리 티처 (2008년)
- 그라피티 (2007년)
- 롱 사이드 업 (2005년)
- 버트너즈 (1997년)
- 춤의 제왕 (1995년)